# Десять долларов США (банкнота)
Десять долларов США — банкнота США.
В настоящее время на лицевой стороне банкноты присутствует портрет первого министра финансов США — Александра Гамильтона, на обратной же здание министерства финансов США. Все банкноты, использующиеся на данный момент, выпущены Федеральной резервной системой.

## Внешний вид
В настоящее время имеют хождение билеты серий 1999—2017. Размер банкноты 155,956 на 66,294 мм (6,14 на 2,61 дюймов).
Чуть левее от центра изображён портрет первого министра США Александра Гамильтона (несмотря на то, что в отличие от других персон, изображённых на купюрах США, Гамильтон не являлся президентом США, наряду с Бенджамином Франклином.) По обе стороны располагаются печати: федеральной резервной системы и министерства финансов США. На фоне присутствует изображение факела Статуи Свободы.
Основной вид обратной стороны банкноты занимает здание министерства финансов, с соответствующей подписью «US Treasury».
В 2015 году принято решение к 2020 году заменить Гамильтона изображением неизвестной женщины на лицевой стороне. Однако в следующем году решение было пересмотрено из-за возросшей популярности Гамильтона после выхода в 2015 году популярного бродвейского мюзикла, посвящённого его жизни.

Варианты банкнот
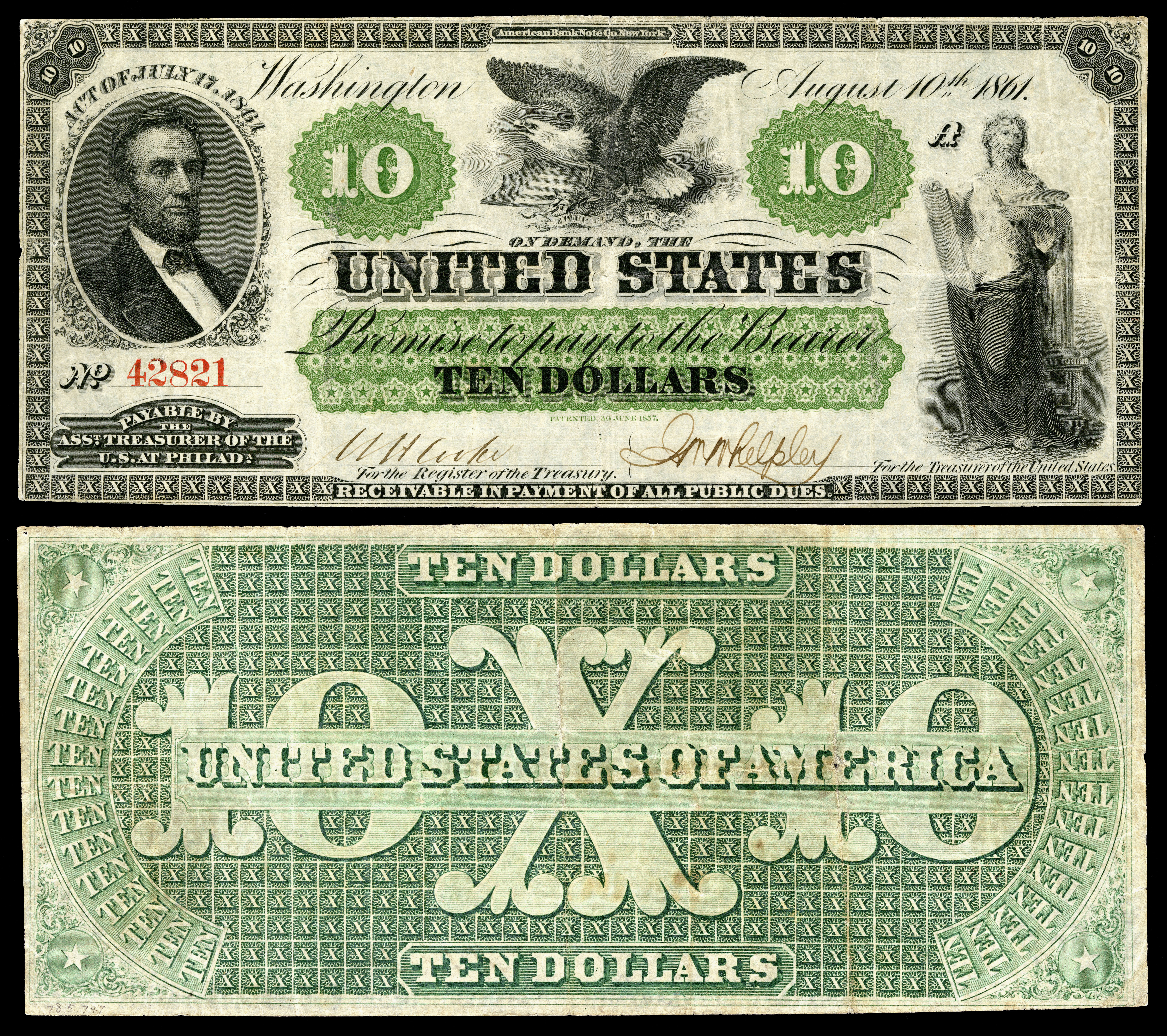
1861 год
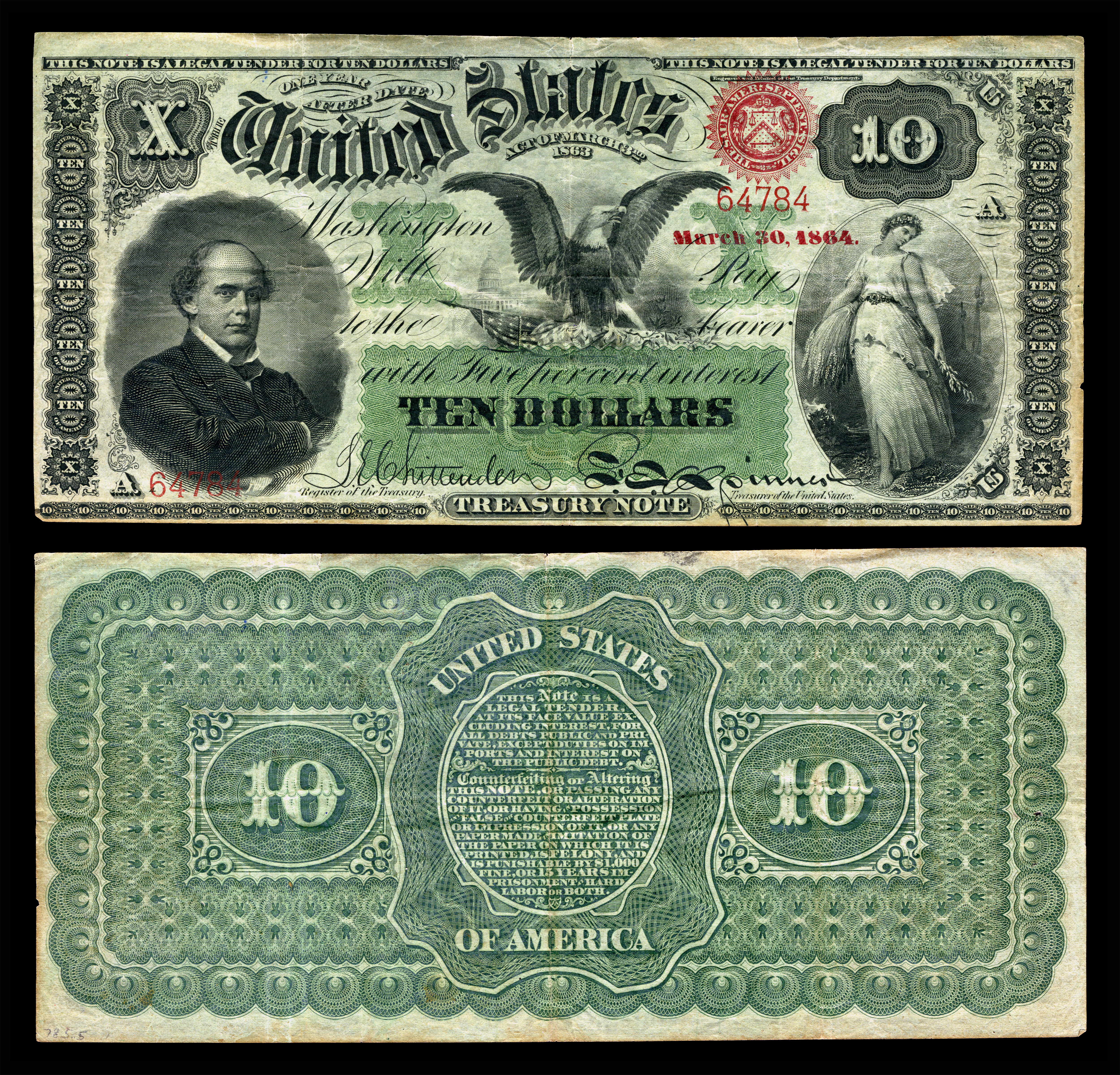
1864 год
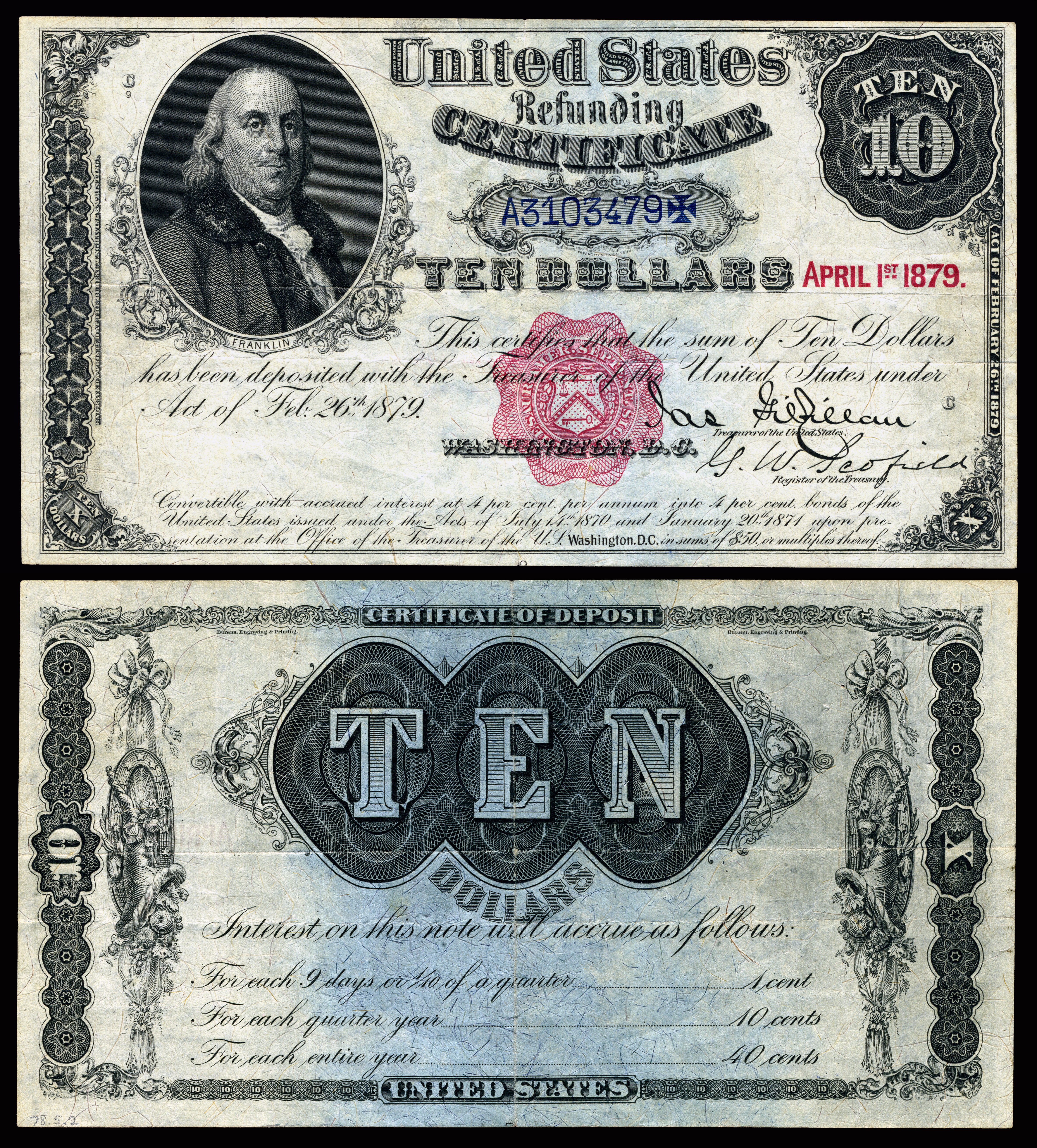
1879 год
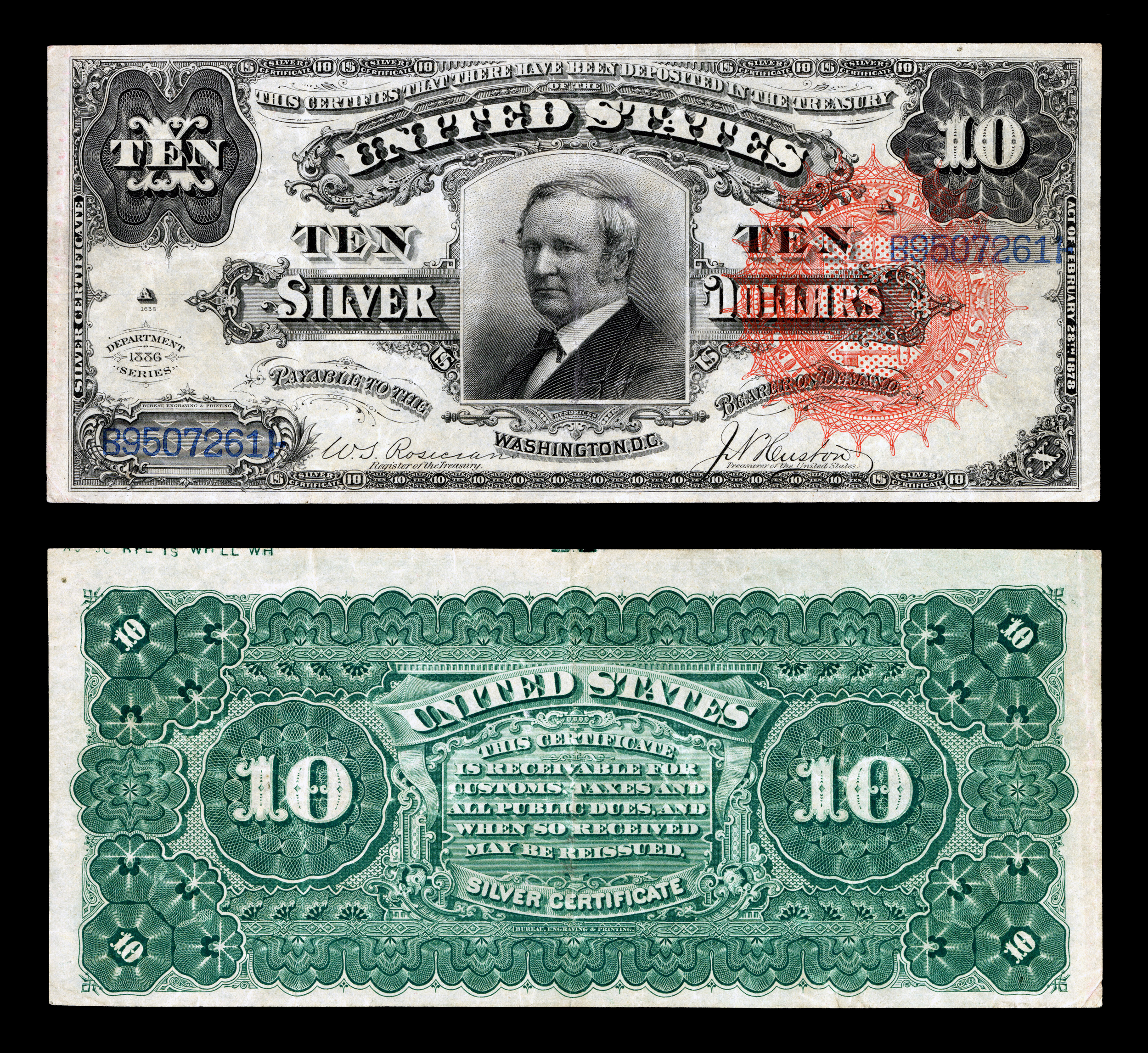
1886 год
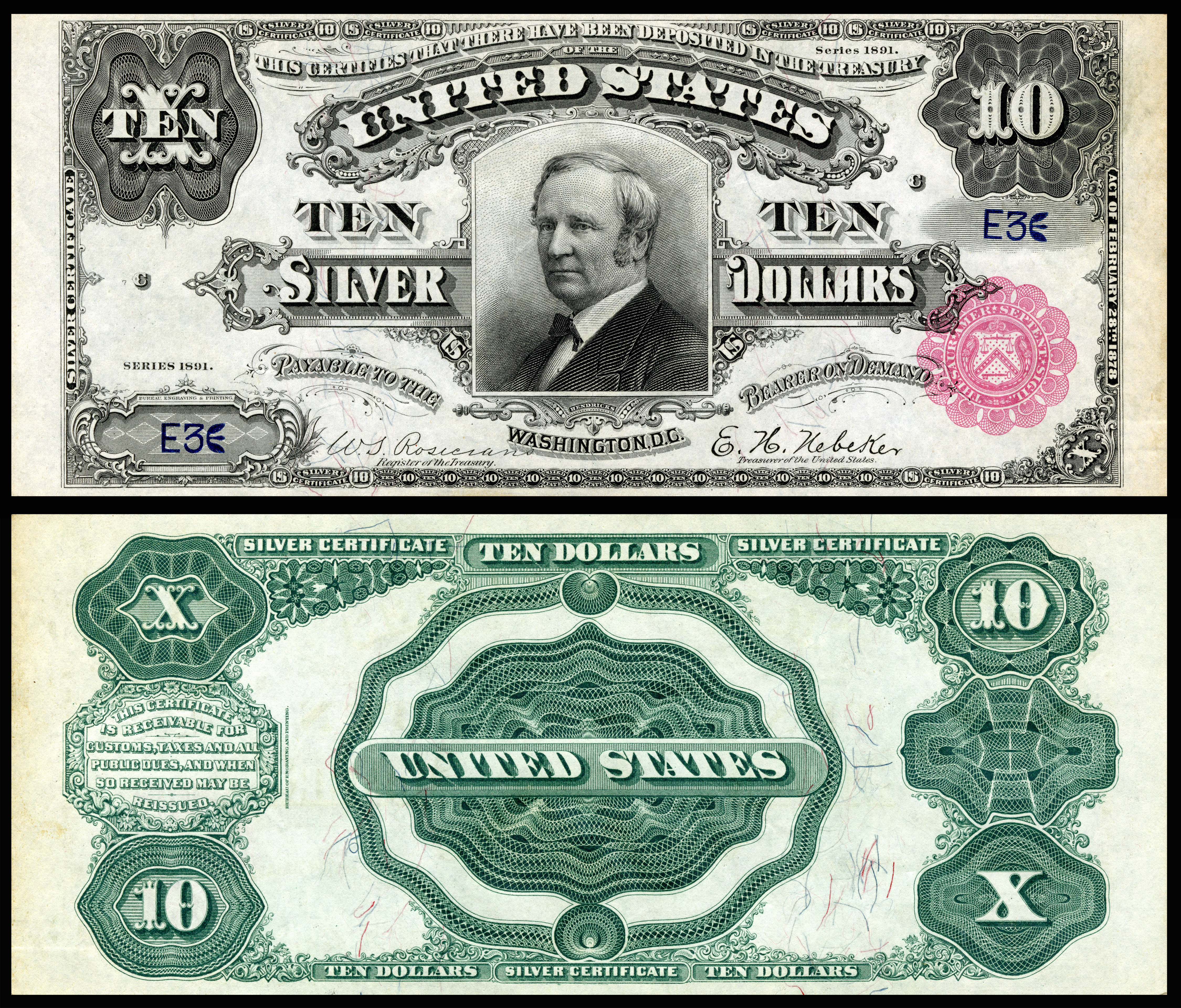
1891 год
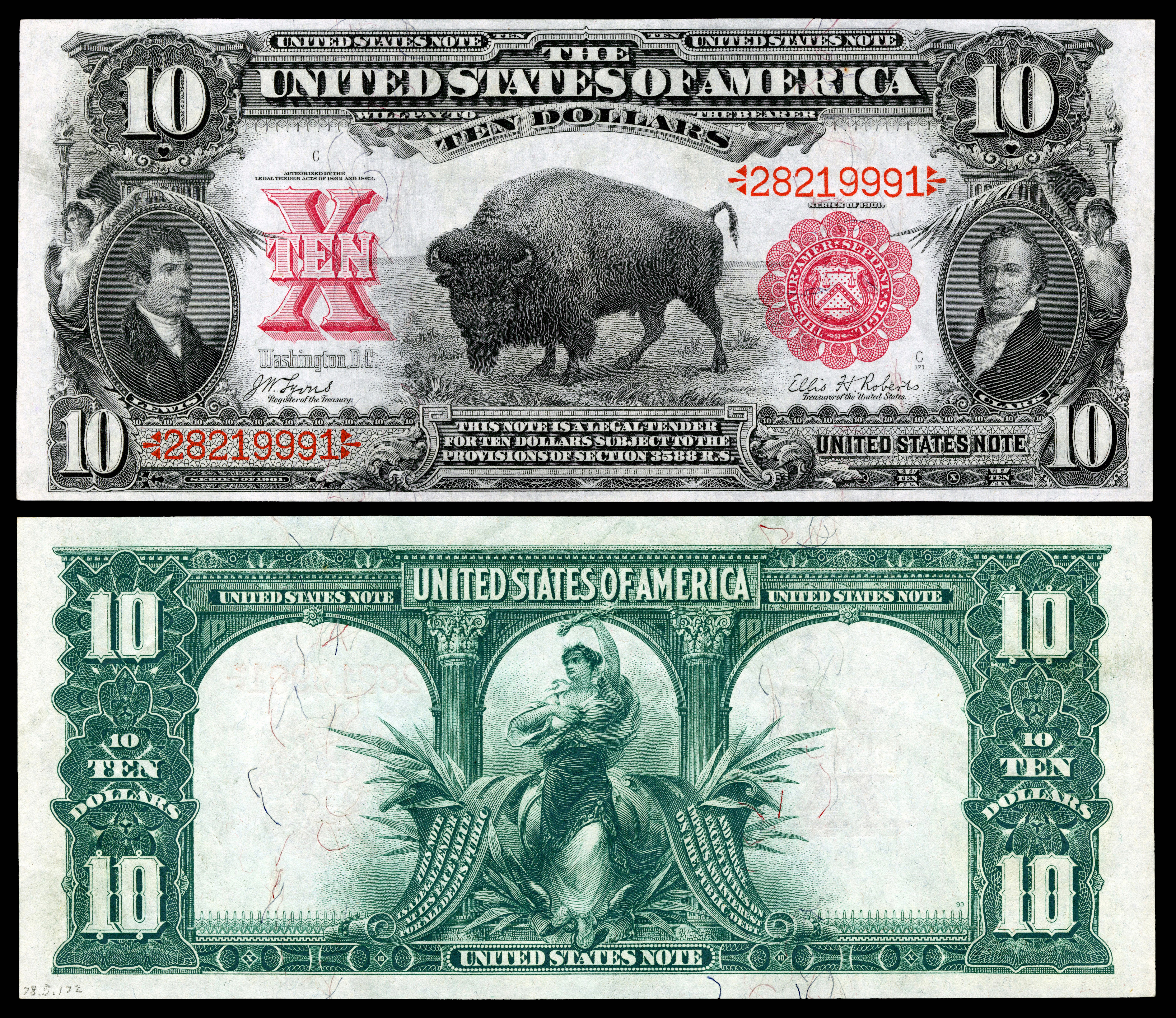
1901 год
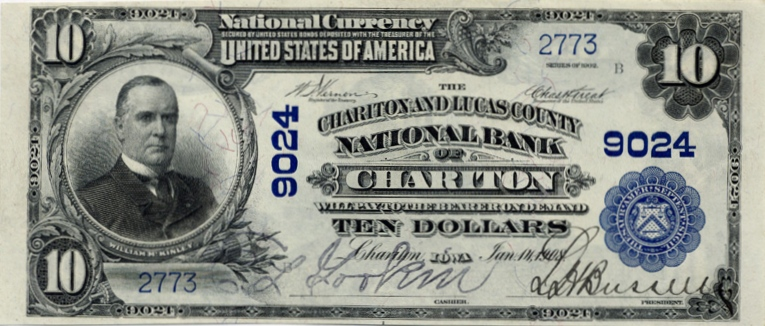
1901 год, портрет Уильяма Мак-Кинли
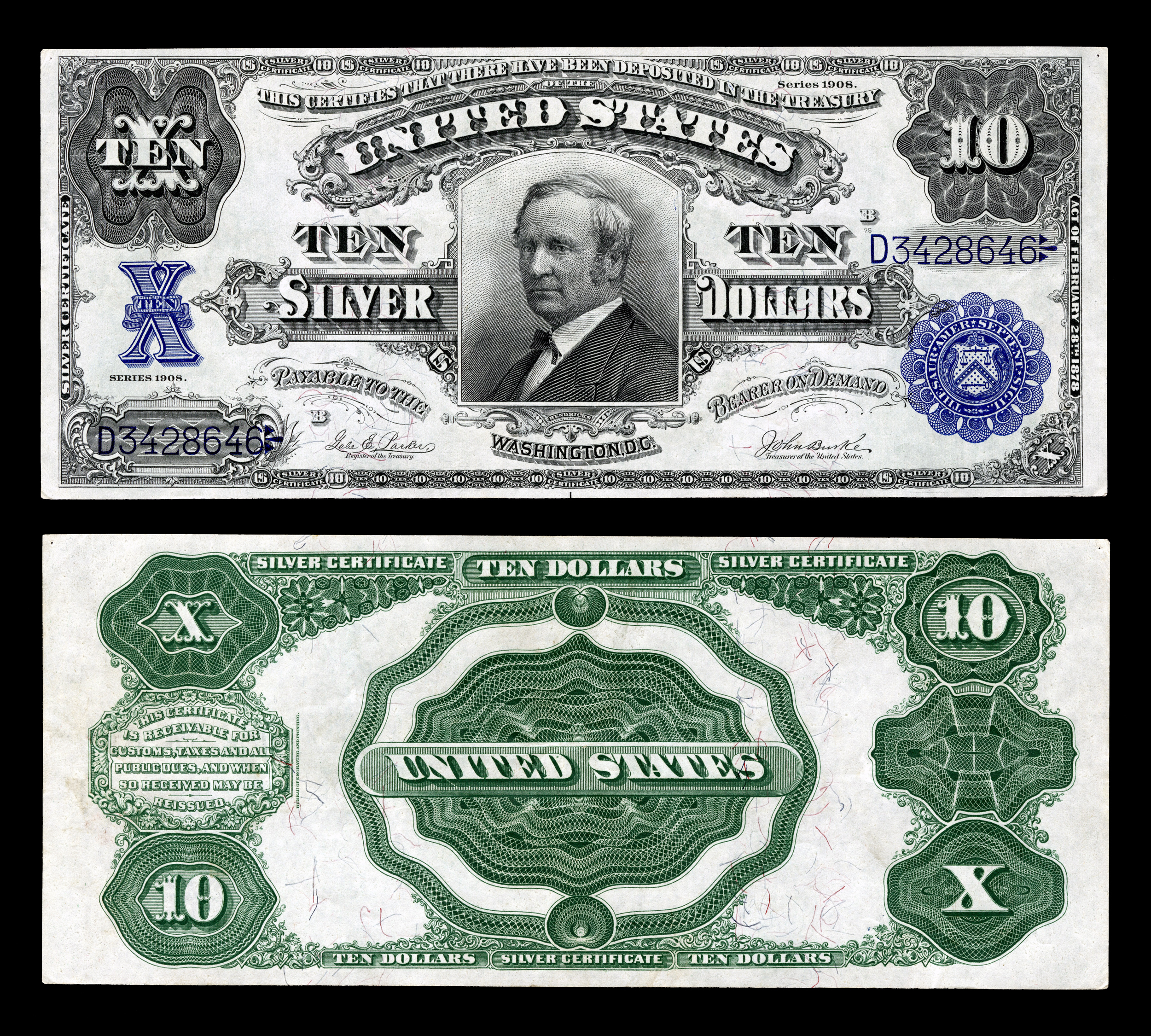
1908 год
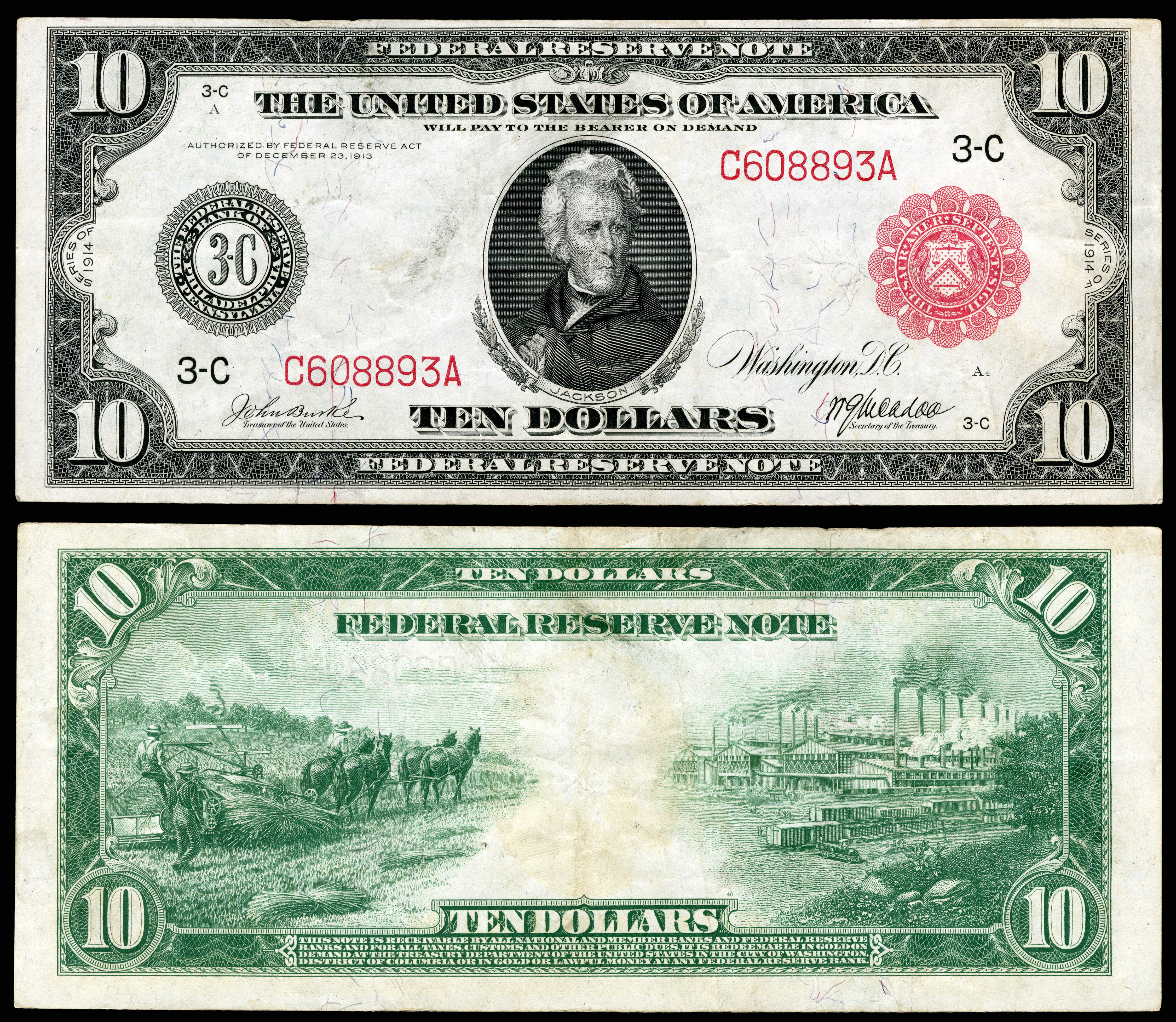
1914 год
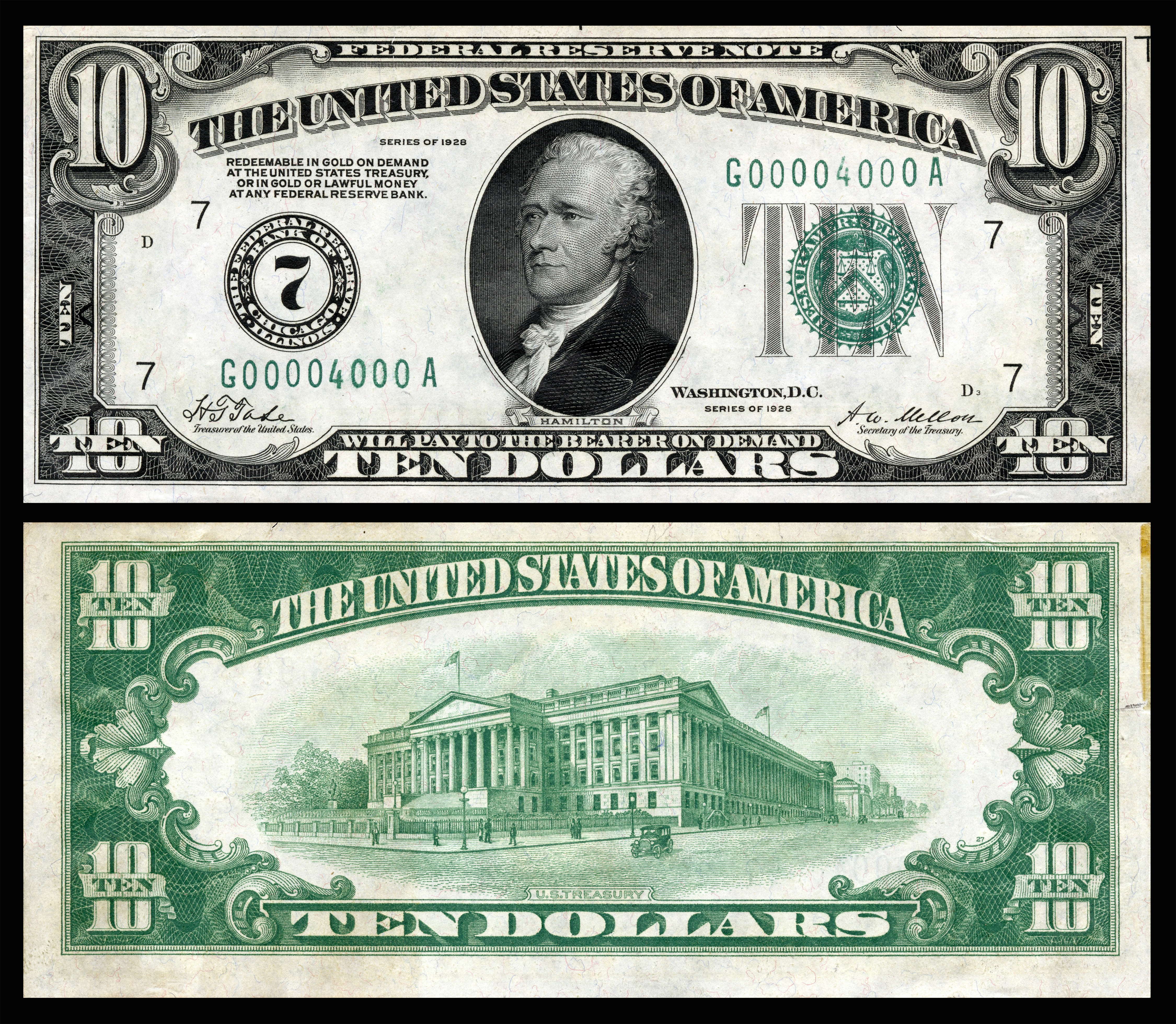
1928 год
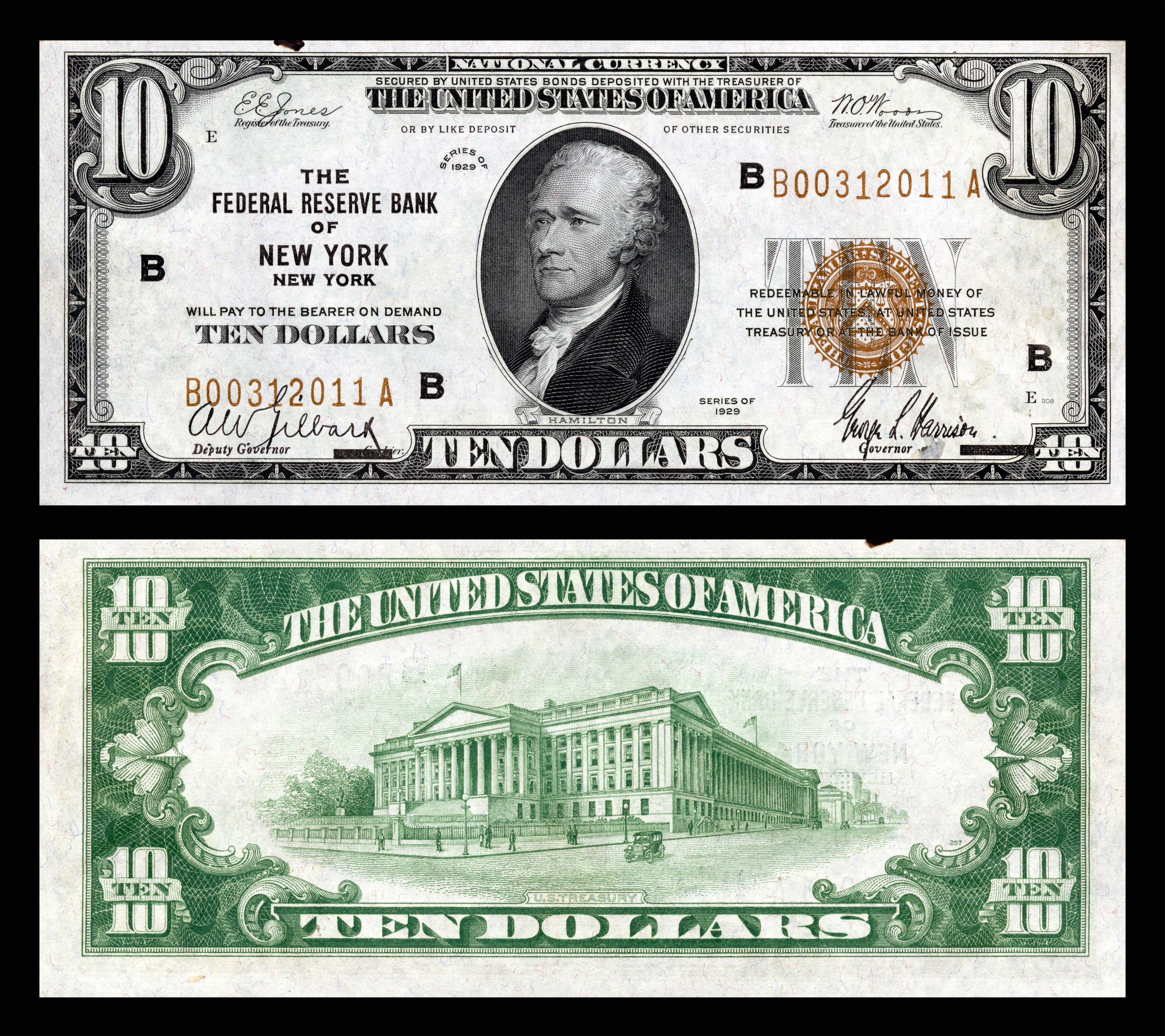
1929 год
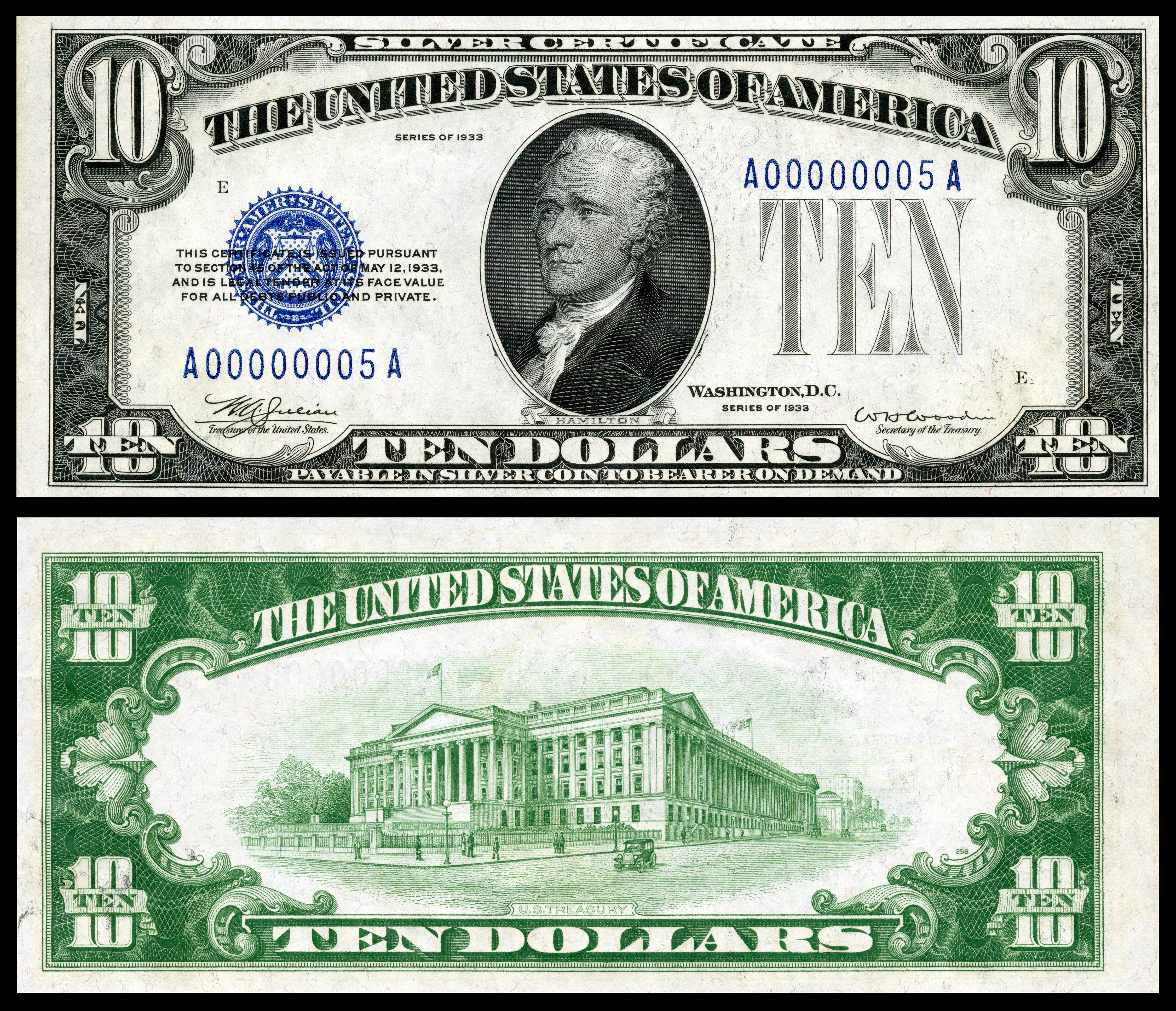
1933 год
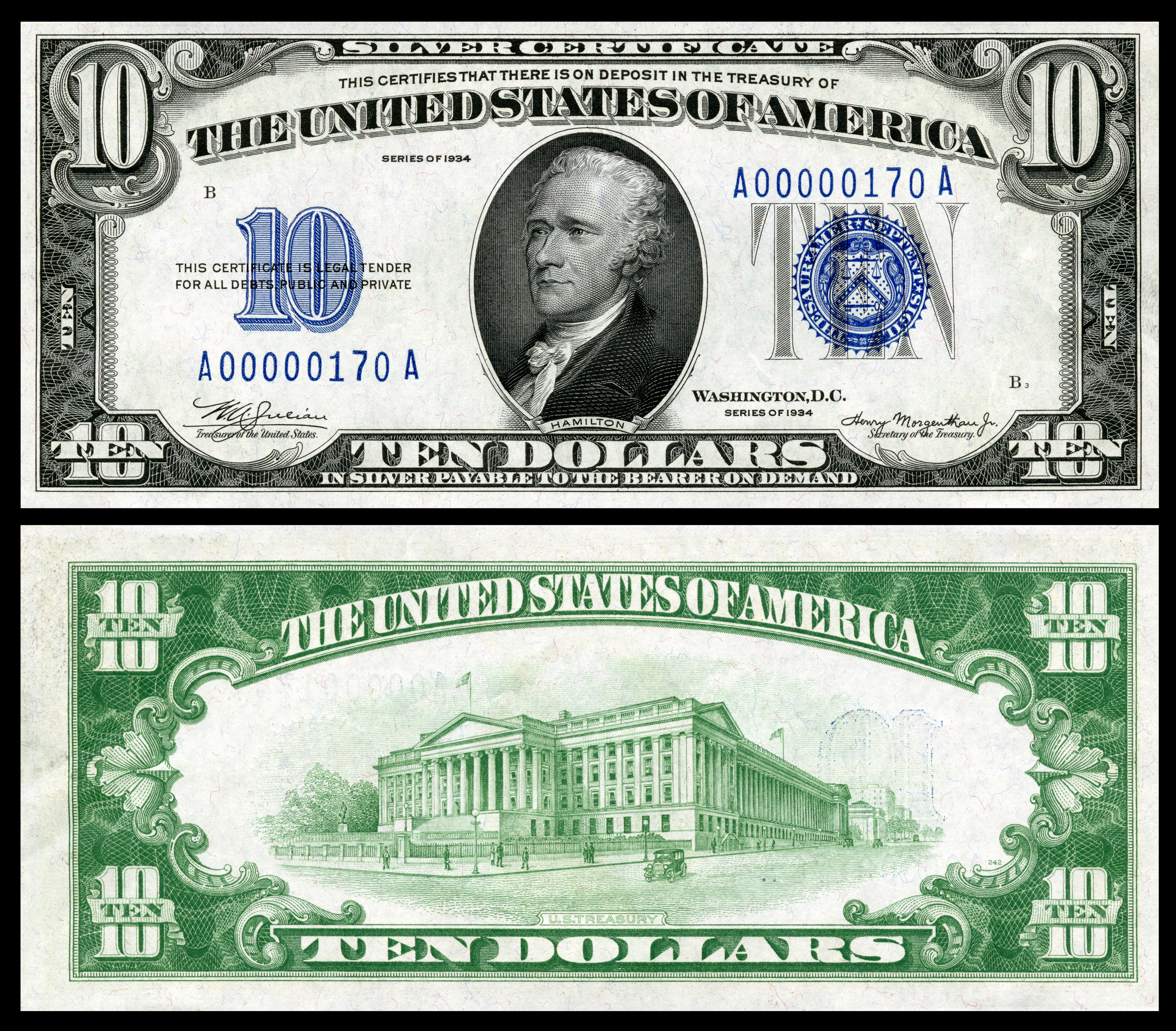
1934 год
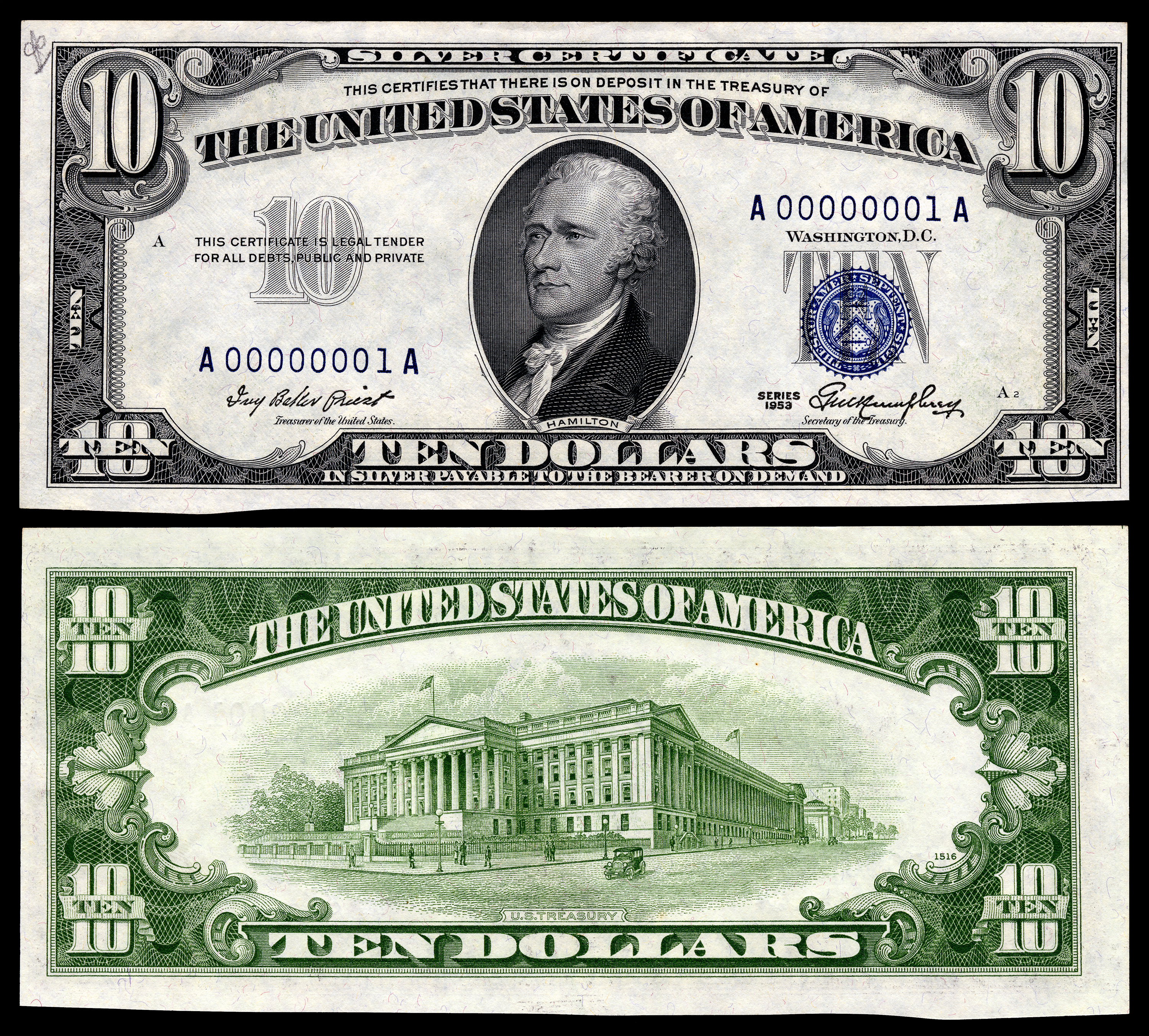
1953 год
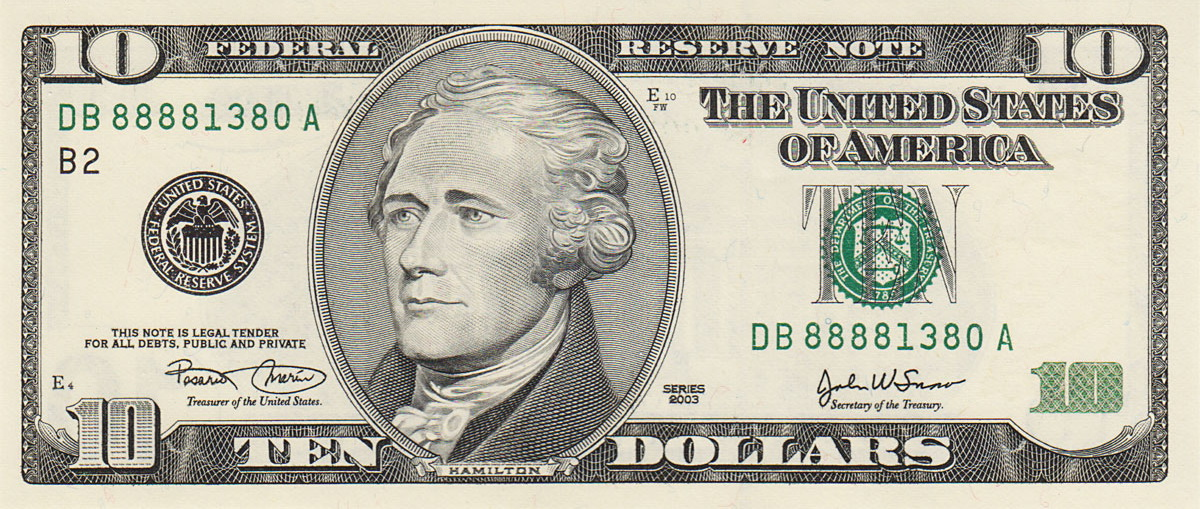
2003 год
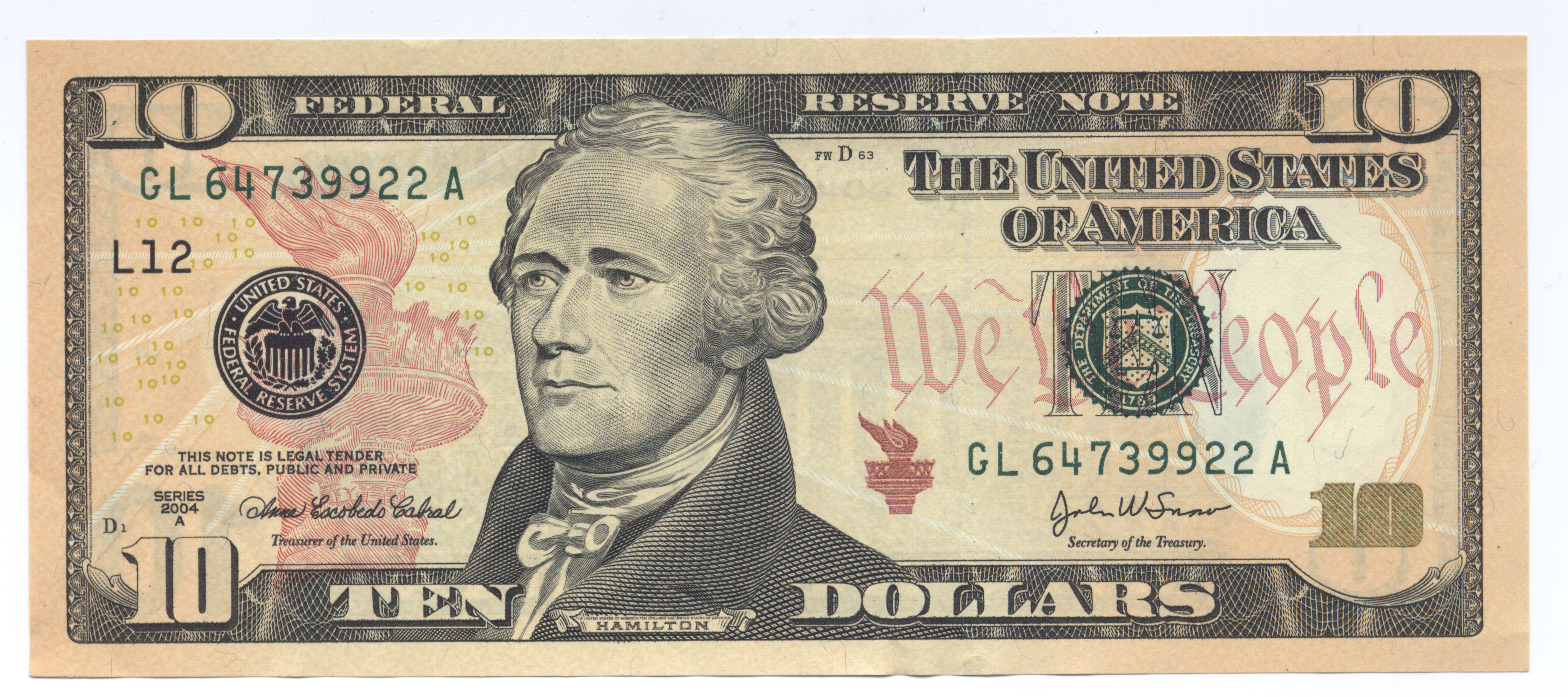
2004 год
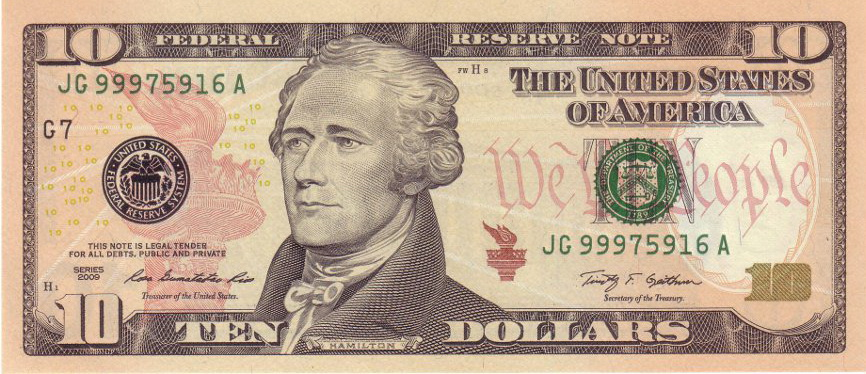
2009 год
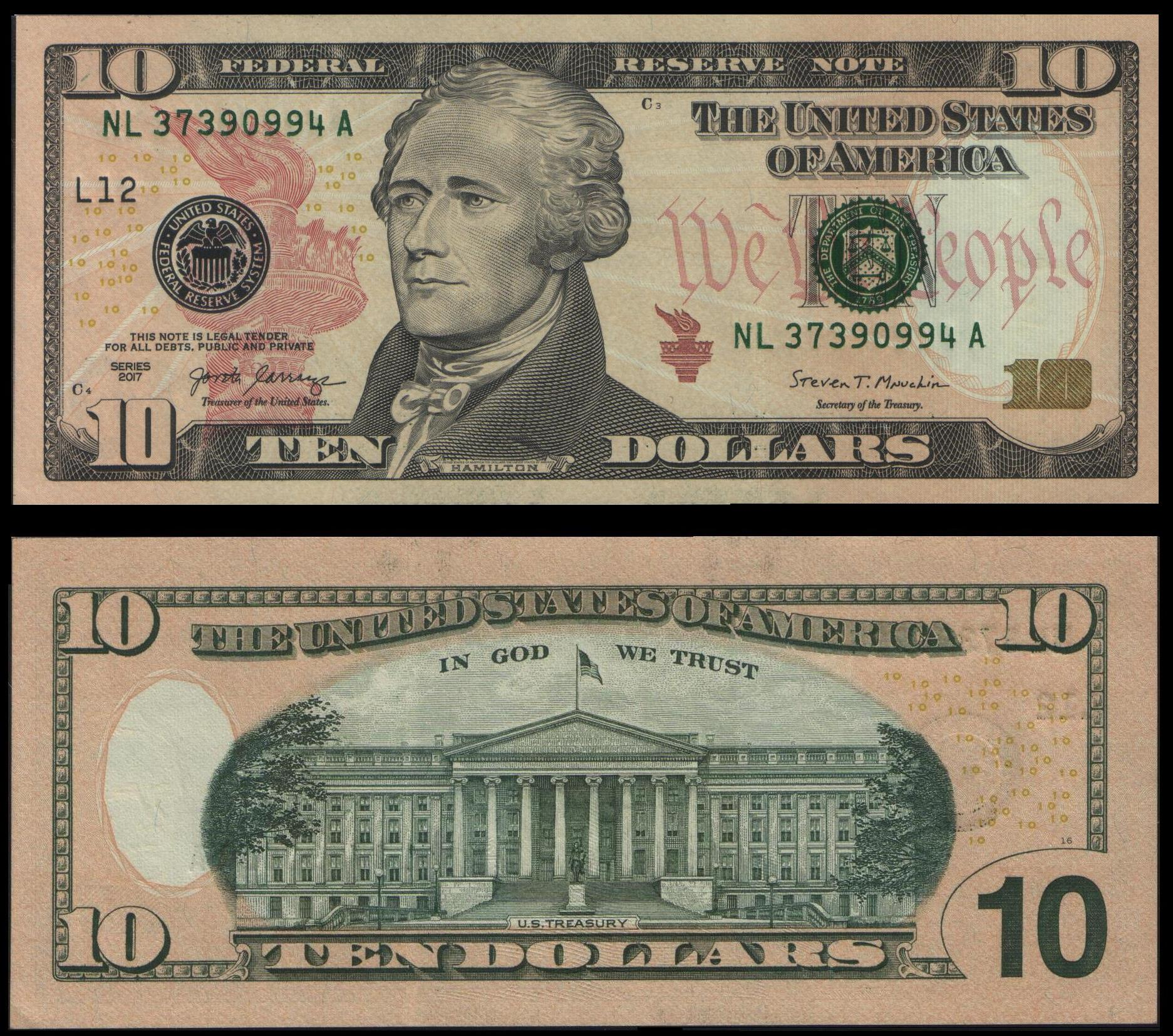
2017 год